# Cavina
La cavina és un tipus de proteïnes citosòliques abundants a les caveoles i implicades en la seva formació. S'ha demostrat en nombrosos estudis, per mitjà de tècniques de fluorescència i microscòpia confocal que les proteïnes cavina es distribueixen seguint a les caveolines (components essencials de les caveoles) de forma que, com es dedueix en aquests mateixos estudis, la funció de les cavina està molt relacionada amb lactivitat de les caveolines. La veritat és que no se sap gaire de les cavina, ja que shan descobert molt recentment i encara sestà investigant. La proteïna cavina fou identificada com un component de les caveoles per Vinten i el seu grup de treball.

## Propietats
Són proteïnes relativament petites, és a dir, que estan constituïdes de pocs aminoàcids en comparació amb la mitjana de les proteïnes (aproximadament uns 100 aminoàcids).

## Funció
Les proteïnes cavina estan implicades en el procés de maduració de les caveoles, ja que les primeres polimeritzacions de les caveolines es comencen a produir a nivell de l'aparell de Golgi, allí és on les cavina comencen a realitzar la seva funció, ajudant a la formació correcta de les caveoles. Ja que si no ajudessin a polimeritzar la caveolina, les caveoles no es formarien bé. Per això es diu que estan implicades al procés de maduració, ja que si no realitzessin la seva funció, les caveoles no podrien desenvolupar-se i ser tal com són. Alguns estudis argumentaven que per a la formació de caveoles només calien caveolines, però recentment s'ha demostrat en un estudi que calen altres proteïnes, i que una d'aquestes és la cavina.
Una altra funció que realitzen és la d'ancoratge de les caveoles al citoesquelet, essencialment a microtúbuls, ja que una regió de la proteïna cavina té uns aminoàcids molt semblants a components de la xarxa de microtúbuls, indicant-nos que pot funcionar com al lligam o connector entre el citoesquelet i la caveolina-1.

## Regulació
Els nivells de cavina al citoplasma són regulades de forma positiva pels nivells de colesterol, és a dir, que els nivells de cavina es reduiran si es redueix el nivell de colesterol de la cèl·lula. ja que el colesterol és un dels components essencials de les caveoles, i si els seus nivells es redueixen implicarà que no es podran formar tantes caveoles i, per tant, els nivells de cavina al citoplasma es reduiran, ja que no es necessitarà tanta proteïna, de forma que es regularà la seva transcripció i traducció.
D'altra banda, si el que reduïm és el nivell de cavina, els nivells de caveolina-1 es veuran també reduïts, i si per contra els augmentem, els de caveolina-1 també seguiran els nivells de cavina i augmentaran també. Daquí deduïm que les cavina són un component crític i essencial per a la formació de les caveoles. Els nivells de cavina també es poden regular pel procés contrari, de forma que si el que canviem són els nivells de caveolina-1, els nivells de cavina seran els que seguiran als de caveolina-1.
Tots aquests processos tenen la seva utilitat, ja que podríem plantejar un estudi en el qual fos necessari aconseguir més o menys densitat de caveoles a la membrana plasmàtica duna cèl·lula i estudiar-ne les seves implicacions.

## Cavina 1, 2 i 3

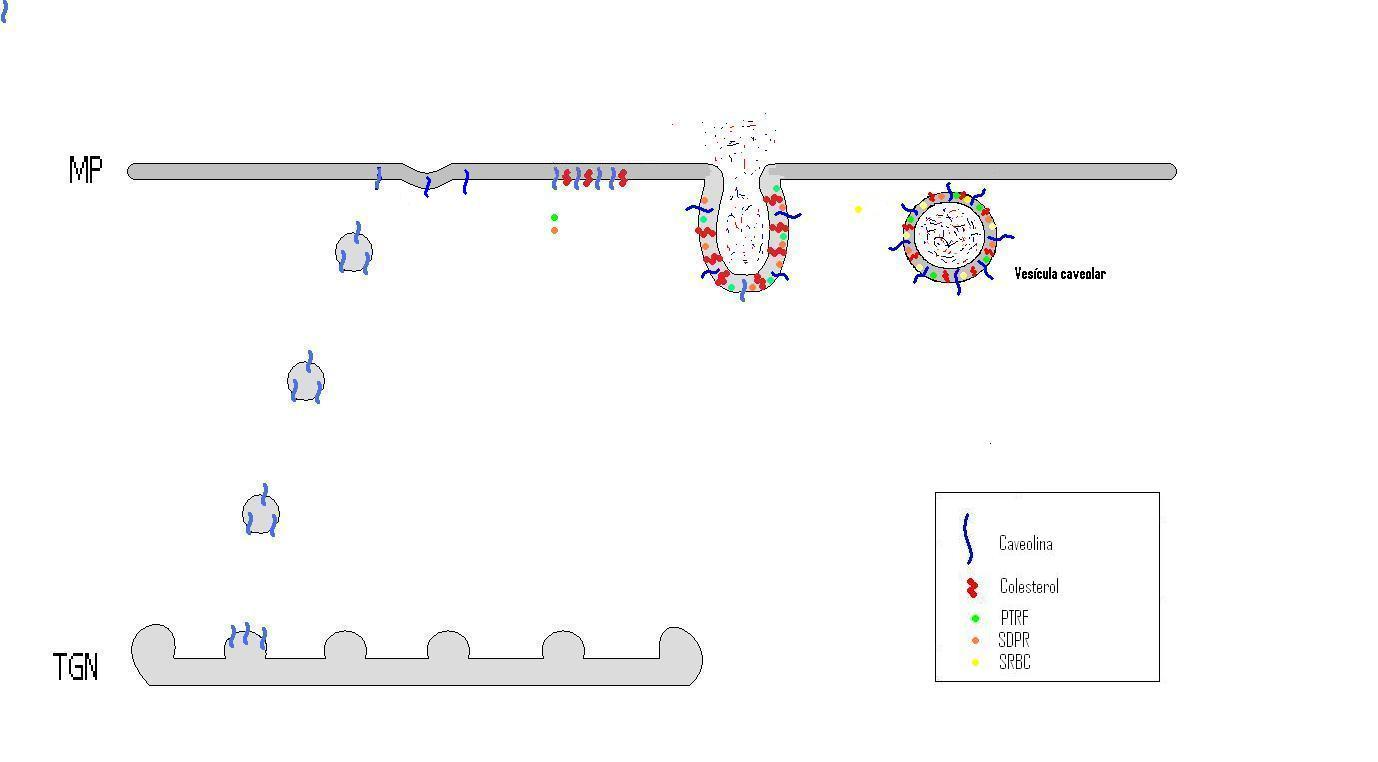
Esquema sobre l'actuació de les proteïnes cavina en la formació de la caveola. Adaptació de la imatge

La família de les proteïnes cavina està composta de tres proteïnes diferents que se sàpiga de moment: la cavina de tipus 1, 2 i 3. Fins aquest moment hem estat parlant de la tipus 1 bàsicament, ja que és la que més sha estudiat. D'altra forma, també sanomenen amb una altra nomenclatura:
- La cavina-1, és coneguda també com a cav-p60 (perquè el seu pes molecular és de 60 kDa) i també sanomena PTRF (Polymerase 1 and Transcript Release Factor). Juntament amb la de tipus 2 és essencial perquè es pugui realitzar la curvatura de la membrana citoplasmàtica.
- La cavina-2, sanomena també SDPR (Serum Deprivation-Response Protein). És essencial perquè es pugui produir la invaginació de les regions de membrana riques en caveolina, per tant, susceptibles de formar caveoles. En excés de SDPR es produeixen caveoles més grans i una estructura encara en estudi, que són els caveolar tubules.
- La cavina-3, rep el nom de SRBC. És essencial perquè es pugui produir la invaginació de la caveola per a formar la vesícula caveolar. Aquest procés és duna importància vital, ja que si no es produís, la caveola quedaria formada però sense capacitat de realitzar la seva funció de fagocitosi, de forma que quedaria completament inutilitzada si hi hagués una manca de cavina-3 (SRBC).[5]